# Alto de Monachil
Die Alto de Monachil, auch Puerto de El Purche oder Alto del Purche ist ein 1476 Meter hoher Gebirgspass in der spanischen Sierra Nevada. Sie liegt in der Autonomen Gemeinschaft Andalusien in der Provinz Granada und verbindet die Gemeinde Monachil im Süden mit der Gemeinde Cenes de la Vega im Norden.

## Lage und Auffahrten
Die Alto de Monachil liegt in der Sierra Nevada, die ein Teil der Betischen Kordillere ist. Die schmale Straße bildet eine Auffahrtsmöglichkeit um von Granada in das Skigebiet Sierra Nevada zu gelangen.
Von Westen aus beginnt die Auffahrt in der Gemeinde Monachil. Sie liegt am Fuße der Passstraße, die auf den nachfolgenden 8,9 Kilometern eine durchschnittliche Steigung von 7,6 % aufweist. Nach der Überquerung des gleichnamigen Flusses über die Puente Miraflores, führt die Straße für einen Kilometer bei rund 6 % durch das Ortsgebiet, ehe drei steile Kilometer folgen, die im Schnitt bei über 10 % liegen. Im Anschluss flacht die Auffahrt für zwei Kilometer etwas ab, wobei mehrere Kehren durchfahren werden. Im oberen Teil nimmt die Steigung zunächst wieder deutlich zu und erreicht dabei maximale Steigungsprozente von bis zu 17 %. Zwei Kilometer vor der Passhöhe wird der Campingplatz Ruta del Purche passiert und es folgt ein rund 1000 Meter langes Flachstück, das teils abschüssig verläuft. Der letzte Kilometer weist jedoch erneut einen Schnitt von rund 11 % auf.
Die Auffahrt von Cenes de la Vega erfolgt ebenfalls aus westlicher Richtung, wobei die Passhöhe von der Nordseite erreicht wird. Mit einer Länge von 11,6 Kilometern und einer durchschnittlichen Steigung von 6,4 % ist diese jedoch deutlich weniger anspruchsvoll. Der Ausgangsort wird zu Beginn über die A-4026 verlassen, ehe man links auf die breite A-395 abbiegt. Auf den ersten dreieinhalb Kilometern liegt die durchschnittliche Steigung bei rund 7 %, ehe vor der Canales-Talsperre ein rund 1500 Meter langes Flachstück folgt. Die nachfolgenden sechs Kilometer steigen zunächst erneut mit 7 % an, wobei die Steigung zwischenzeitlich auf rund 5 % abflacht. Erst 800 Meter vor der Passhöhe biegt man rechts auf die schmalere Carrera de El Purche ab, die mit rund 9 % zum höchsten Punkt führt.

## Radsport
Obwohl die Sierra Nevada bereits im Jahr 1979 erstmals von der Vuelta a España angefahren wurde, dauerte es bis ins Jahr 2004, ehe die Organisatoren der Spanien-Rundfahrt die Auffahrt über die Alto de Monachil nutzten. Im Rahmen eines 29,6 Kilometer langen Einzelzeitfahrens, das zwischen Granada und dem Skiort Sierra Nevada ausgetragen wurde, wurde die Westauffahrt von Monachil befahren. Als Etappensieger ging der Spanier Santiago Pérez hervor, der schlussendlich mit einem Rückstand von 30 Sekunden den zweiten Gesamtrang hinter Roberto Heras belegen sollte.
Im Jahr 2006 wurde erstmals eine Bergwertung auf der Alto de Monachil abgenommen. Damals führte die 17. Etappe im Finale über die Westauffahrt, ehe eine Abfahrt nach Granada folgte, wo sich der Zielstrich der 167 Kilometer langen Etappe befand. Während der US-Amerikaner Tom Danielson den Anstieg nutzte, um sich von der Ausreißergruppe abzusetzen, griff Alexander Winokurow im Hauptfeld an und distanzierte den Gesamtführenden Spanier Alejandro Valverde. Auf der Kuppe betrug sein Vorsprung nur zehn Sekunden, ehe er gemeinsam mit seinem Teamkollegen Andrei Kaschetschkin die Lücke auf den anschließenden Kilometern weiter vergrößern konnte. Im Finale schloss Alexander Winokurow zu Tom Danielson auf, überließ dem US-Amerikaner jedoch den Etappensieg. Schlussendlich betrug sein Vorsprung auf Alejandro Valverde eine Minute und 39 Sekunden, womit er die Gesamtführung übernahm und wenige Tage später seine einzige Grand Tour gewann.
In der nachfolgenden Austragung wurde die Westauffahrt erneut kurz vor der Zielankunft von Granada befahren. Manuel Beltrán gewann die Bergwertung, musste sich im Sprint um den Etappensieg jedoch seinem Landsmann Samuel Sánchez geschlagen geben. Im Jahr 2009 bildete die Auffahrt auf die Alto de Monachil den ersten Abschnitt der Schlusssteigung nach Sierra Nevada. Während der Franzose David Moncoutié die Bergwertung und die Etappe gewann, musste der Australier Cadel Evans die anderen Favoriten am Fuße des Anstiegs wegen eines Defekts ziehen lassen und rutschte als erster Verfolger von Alejandro Valverde vom zweiten auf den fünften Gesamtrang ab.
Nach längerer Abwesenheit kehrte die Westauffahrt der Alto de Monachil im Jahr 2013 auf der 10. Etappe ins Programm der Spanien-Rundfahrt zurück. Diesmal bildete sie die vorletzte Bergwertung, ehe die Fahrer nach einer längeren Abfahrt die Schlusssteigung auf die Alto de Hazallanas in Angriff nahmen. Der Italiener Diego Ulissi sicherte sich damals die Bergwertung auf der Alto de Monachil. Im Jahr 2017 überquerte Adam Yates die Passhöhe als Erster, ehe er in der weitern Auffahrt nach Sierra Nevada von den Gesamtklassement-Fahrer eingeholt wurde. Die bislang letzte Befahrung der Alto de Monachil erfolgte im Jahr 2022 im Rahmen der 15. Etappe, wobei die Auffahrt als vorletzte Bergwertung vor dem Anstieg nach Sierra Nevada absolviert wurde. Der Australier Jay Vine führte über die Alto de Monachil, wo erstmals auch Zeitbonifikationen vergeben wurden, musste sich im Kampf um den Tagessieg jedoch dem Niederländer Thymen Arensman geschlagen geben.
Im Jahr 2024 wurde die Alto de Monachil im Rahmen der 9. Etappe erneut über die Westauffahrt erreicht, ehe ein Rundkurs zweimal über die höhere Alto de Hazallanas nach Granada führte. Auf der Passhöhe wurde eine Bergwertung der 1. Kategorie abgenommen, die sich der Franzose David Gaudu sicherte. Im Hauptfeld griff Richard Carapaz an und konnte sich rund 90 Kilometer vor dem Ziel absetzen. Er beendete die Etappe als Zweiter und rückte auf den dritten Gesamtrang vor.
| Jahr | Etappe     | Bergwertung  | Fahrer          | Auffahrt  |
| ---- | ---------- | ------------ | --------------- | --------- |
| 2006 | 17. Etappe | 1. Kategorie | Tom Danielson   | Monachil  |
| 2007 | 15. Etappe | 1. Kategorie | Manuel Beltrán  | Monachil  |
| 2009 | 13. Etappe | 1. Kategorie | David Moncoutié | Monachil* |
| 2013 | 10. Etappe | 1. Kategorie | Diego Ulissi    | Monachil  |
| 2017 | 15. Etappe | 1. Kategorie | Adam Yates      | Monachil* |
| 2022 | 15. Etappe | 1. Kategorie | Jay Vine        | Monachil  |
| 2024 | 09. Etappe | 1. Kategorie | David Gaudu     | Monachil  |

* In Kombination mit der weiteren Auffahrt nach Sierra Nevada
Neben der Vuelta a España führte auch die Andalusien-Rundfahrt bereits mehrmals über die Alto de Monachil.